# Богородицьке (Миколаївський район)
Богоро́дицьке — село в Україні, у Шевченківській сільській громаді Миколаївського району Миколаївської області. Населення становить 235 осіб. Колишній орган місцевого самоврядування — Новокиївська сільська рада.

## Населення

### Мова
Розподіл населення за рідною мовою за даними перепису 2001 року:
| Мова       | Кількість | Відсоток |
| ---------- | --------- | -------- |
| українська | 222       | 94.47%   |
| румунська  | 7         | 2.98%    |
| російська  | 5         | 2.12%    |
| білоруська | 1         | 0.43%    |
| Усього     | 235       | 100%     |